# One Excellence Towers
Les One Excellence Towers sont six gratte-ciel en construction à Shenzhen en Chine. Ils s'élèveront à 283,8, 200,4, 197,2, 178,4, 178,4, et 96,1 m. Leur achèvement est prévu pour 2020. 